# Luigi Maria Torrigiani

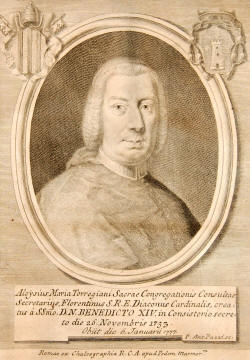
Aloysius Maria Kardinal Torregiani (1753)

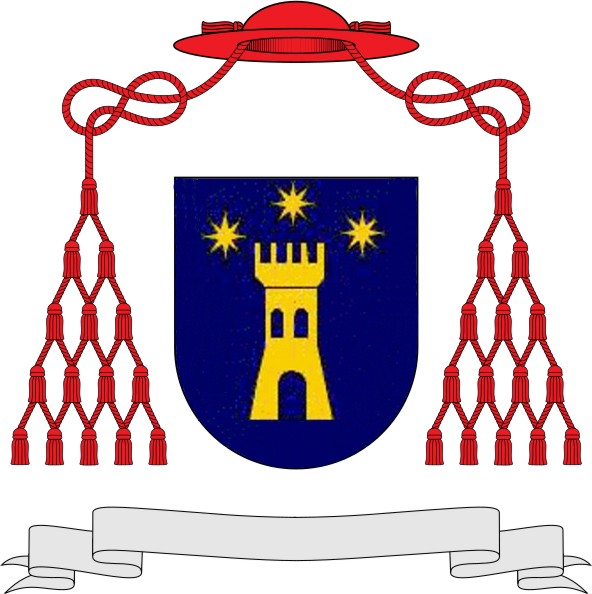
Kardinalswappen (schematische Darstellung)

Luigi Maria Torrigiani (auch Luigi Maria Torregiani, Luigi Maria Torreggiani oder Ludovico Maria Torriggiani; * 18. Oktober 1697 in Florenz; † 6. Januar 1777 in Rom) war ein italienischer Kardinal der Römischen Kirche und Kardinalstaatssekretär.

## Leben
Er entstammte einer florentinischen Adelsfamilie  und war der Sohn des Marchese Giovanni Francesco Torregiani und der Baronin Teresa del Nero, letzte Nachfahrin einer florentinischen Adelsfamilie und Verwandte von Papst Leo XI. In seiner Jugend war er überheblich und fügte sich nicht der Erziehung seiner Eltern, so dass diese ihn im Alter von zwölf Jahren nach Rom zum Collegio Romano schickten und ihn in die Obhut der Jesuiten gaben. Dort mäßigte er sich, widmete sich ernsthaft der Bildung und entschied sich für den geistlichen Stand. Im Jahr 1716 trat er ein Studium an der Akademie für den geistlichen Adel an.
Am 4. September 1721 begann Luigi Maria Torrigiani seine Laufbahn als Referendar an den Gerichtshöfen der Apostolischen Signatur. Vom 23. September 1721 bis zum Oktober 1722 war er Gouverneur von Rieti, vom 17. August 1722 bis zum März 1728 Gouverneur von Città di Castello; ferner gehörte er dem Tribunal der Apostolischen Signatur an. Ab März 1728 war Torregiani Relator der Sacra Consulta. Papst Clemens XII. ernannte ihn zum Päpstlichen Hausprälaten, und Torregiani wurde Prälat der Kongregation für die kirchliche Immunität. Als Generalkommissar in Perugia sorgte er von Februar bis November 1734 für die Angelegenheiten der spanischen Truppen, die durch Italien zogen. 1735 findet er sich als Sekretär der Kongregation für den Handel mit Ancona, im Oktober 1736 war er zuständig für die Abrechnung der Ausgaben, die für die Legationen in Ravenna und Ferrara entstanden. Von 1737 bis 1743 war Luigi Maria Torrigiani Sekretär der Kongregation für die kirchliche Immunität sowie der Consulta, bevor er im Juni 1746 zum Apostolischen Protonotar ernannt wurde.
Im Konsistorium vom 26. November 1753 ernannte Papst Benedikt XIV. Luigi Maria Torrigiani zum Kardinaldiakon. Den roten Hut erhielt er am 29. November und die Titeldiakonie Santi Cosma e Damiano am 10. Dezember desselben Jahres. Kardinal Torrigiani optierte am 22. April 1754 für die Titeldiakonie Santi Vito e Modesto. Er gehörte den Kongregationen für die kirchliche Immunität, für die gute Regierung, der Konsistorialkongregation, der Dombauhütte von St. Peter und der Kongregation für die Wasserversorgung an, daneben besaß er zahlreiche Benefizien als Kommendatarabt. Als Sekretär diente er unter anderem der Kongregation der Consulta. Am 1. Juni 1754 empfing er die niederen Weihen und tags darauf die Weihe zum Subdiakonat. Von Juni bis September 1756 war er Pro-Camerlengo der Römischen Kirche. Luigi Maria Torrigiani nahm als Kardinal am Konklave 1758 teil, das Papst Clemens XIII. erwählte. Vom 8. Oktober 1758 bis zum 2. Februar 1769 war er Kardinalstaatssekretär als Nachfolger des verstorbenen Kardinals Alberico Archinto. Der Papst ernannte ihn hierzu gegen die mehrheitliche Auffassung des Kardinalskollegiums, das annahm, Kardinal Torrigiani hätte nicht die Befähigung zum Umgang mit den Fürstenhöfen, da er sich nie außerhalb Roms aufgehalten hätte und sie ihm einen rauen, unnachgiebigen Charakter zuschrieben; tatsächlich erlebte der Papst eine Reihe von Kontroversen, die sein Staatssekretär mit verschiedenen christlichen Fürsten entfachte. Am 22. April 1765 optierte er für die Titeldiakonie Sant’Agata in Suburra. Luigi Maria Torrigiani nahm am Konklave 1769 teil, aus dem Clemens XIV. als Papst hervorging. Als Kardinalstaatssekretär wurde er durch Kardinal Lazzaro Opizio Pallavicini ersetzt. Auch beim Konklave 1774–1775 war Luigi Maria Torrigiani unter den wahlberechtigten Kardinälen, als Pius VI. zum Papst gewählt wurde. Vom 22. Februar 1775 bis zu seinem Tod war er Sekretär der Kongregation der römischen und allgemeinen Inquisition.
Luigi Maria Torrigiani starb überraschend am Morgen des 6. Januar 1777 nach einem Schlaganfall. Er wurde in der Kapelle des Heiligen Filippo Neri in San Giovanni dei Fiorentini beigesetzt, die er hatte instand setzen lassen. Sein Testamentsvollstrecker wurde Kardinal Carlo Livizzani.